# Bubú xiulador
El bubú xiulador (Telophorus zeylonus) és un ocell de la família dels malaconòtids (Malaconotidae).

## Hàbitat i distribució
Habita zones arbustives i ciutats a l'oest i sud-oest d'Angola, Namíbia i sud de Botswana, est de Zimbabwe i sud de Moçambic i Sud-àfrica.